# Neobisium maderi
Neobisium maderi är en spindeldjursart som beskrevs av Beier 1938. Neobisium maderi ingår i släktet Neobisium och familjen helplåtklokrypare. Inga underarter finns listade i Catalogue of Life.